# Rambler Rebel
La Rebel è un'autovettura mid-size prodotta dalla American Motors Corporation (AMC) dal 1957 al 1960 e dal 1966 al 1968. 

## Il contesto

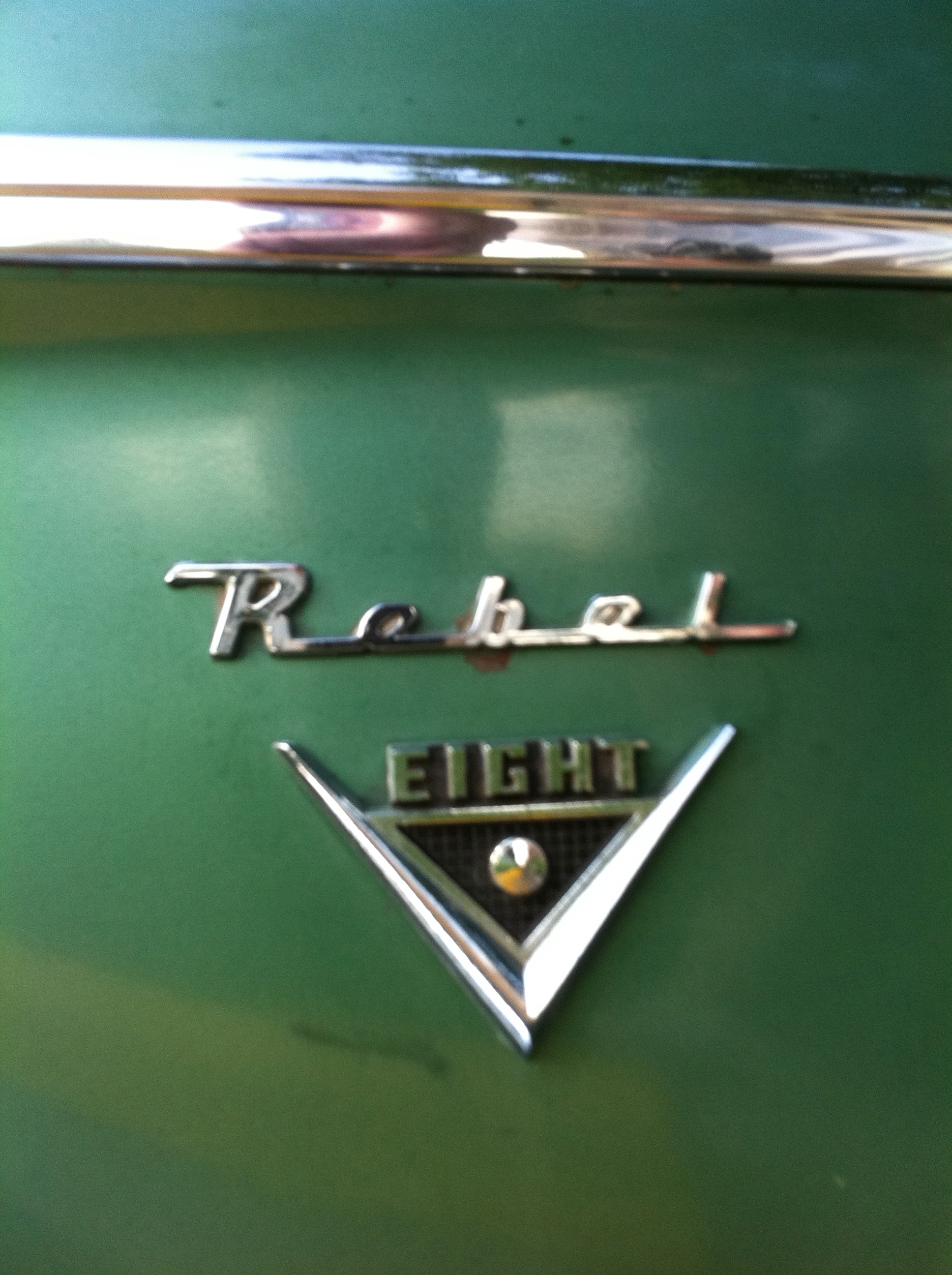
Logo di una Rambler Rebel V8 del 1960

La strategia individuata nella prima parte degli anni cinquanta dal presidente dell'American Motors George Wilcken Romney fu quella di evitare un'accesa competizione con il Big Three, ovvero con i tre maggiori gruppi automobilistici statunitensi (General Motors, Ford e Chrysler). Di conseguenza, Romney decise di puntare sulla produzione di modelli più piccoli, perlomeno rispetto alle vetture in commercio all'epoca sul mercato statunitense. Infatti, i modelli di grandi dimensioni realizzati da due marchi del gruppo, Nash e Hudson, stavano soffrendo di basse vendite. Nel 1956 i modelli Rambler a quattro porte furono quindi completamente riprogettati. Nell'anno successivo, il nome "Rambler" diventò un marchio a sé stante e venne introdotta la Rebel.

## Storia
La vettura in sostanza era la versione ad alte prestazioni della Nash Rambler. Nonostante il forte legame con quest'ultima, la Rebel era però un modello a sé stante. Quando la Rebel fu introdotta, era disponibile con un solo tipo di carrozzeria, berlina quattro porte. Il modello, per le sue caratteristiche spiccatamente sportive, è considerata la prima vettura media statunitense ad alte prestazioni prodotta dopo la seconda guerra mondiale; più tardi, questa categoria di veicoli verrà identificato con il termine "muscle car". La Rebel è stata inoltre tra le prime vetture ad avere installato un motore con alimentazione ad iniezione elettronica.
La seconda e terza serie del modello erano invece sostanzialmente delle Rambler V8 a cui erano montati dei motori V8 ad alte prestazioni. Dopo un periodo in cui la produzione venne interrotta, la Rebel fu reintrodotta nel 1966 questa volta in versione coupé due porte. L'anno seguente tutta la gamma di vetture medie dell'AMC prese il nome di "Rebel". Nel 1968 la AMC decise di sopprimere il marchio Rambler e quindi il modello venne rinominato AMC Rebel.
La Rebel, durante l'intero periodo in cui fu prodotta, montò il motore in posizione anteriore. La trazione fu invece sempre posteriore.
Il modello è stato principalmente prodotto a Kenosha, nel Wisconsin. La vettura è stata poi anche prodotta in Argentina dalla Industrias Kaiser Argentina ed in Australia dalla Australian Motor Industries utilizzando la tecnica del complete knock down

## La prima serie: 1957

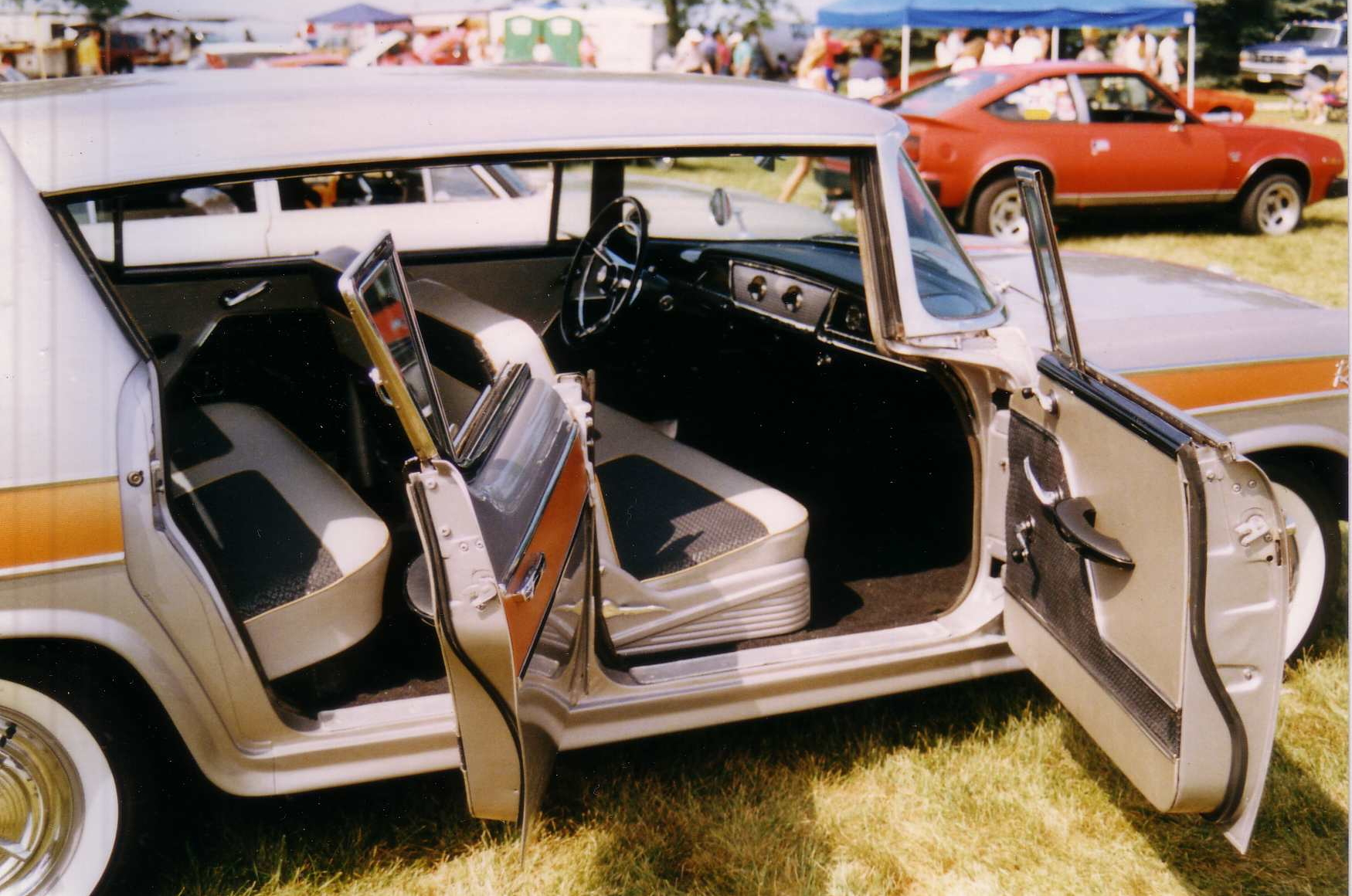
Gli interni, da notare la mancanza del montante centrale

L'American Motors, quando introdusse la Rambler Rebel nel dicembre del 1957, sorprese molti osservatori. Il modello debuttò infatti come vettura ad alte prestazioni che combinava una carrozzeria leggera ed un motore V8 da 5,4 L di cilindrata. Ciò fu la prima volta, dopo la seconda guerra mondiale, in cui fu installato un propulsore di grossa cilindrata su una vettura media statunitense. Infatti, la General Motors, la Ford e la Chrysler non offrivano modelli di questo tipo.
Sebbene la AMC fosse all'epoca famosa per le auto di piccole dimensioni, questo modello speciale ebbe in dotazione il più grande motore disponibile tra quelli montati anche dai diretti concorrenti (Chevrolet e Plymouth). Il prezzo base di 2.786 dollari era relativamente economico considerando la potenza sviluppata dal motore. Secondo la rivista Motor Trend, la Rebel era la più veloce berlina di medie dimensioni prodotta in serie per il mercato statunitense.
Tutte le Rebel erano equipaggiate da un cambio manuale a tre rapporti con overdrive oppure da un cambio automatico a tre marce. Inoltre, il modello era dotato di caratteristiche spiccatamente sportive come un doppio scarico, delle sospensioni ad alte prestazioni ed una barra antirollio. La Rebel era in grado di accelerare da 0 a 97 km/h in soli 7,5 secondi ed era dotata di una leggera struttura a monoscocca. Erano installati di serie il servosterzo ed i freni a tamburo. Il modello era offerto solo con vernice metallizzata ed inserti d'alluminio placcati color oro. Il cruscotto imbottito, la chiusura di sicurezza delle portiere posteriori e le cinture di sicurezza erano invece offerte tra le opzioni. L'aria condizionata era invece disponibile tra le opzioni a 345 dollari.
Il modello è considerato il precursore delle muscle car, ovvero di quelle vetture che erano caratterizzate da un potente motore V8 e dalla trazione posteriore, che diventarono poi popolari negli anni sessanta.
Nel 1957 fu introdotta, tra le opzioni, la versione ad iniezione elettronica del motore da 5,4 L. Questo propulsore fu il primo con questa alimentazione ad essere montato su una vettura prodotta in serie. Questa versione ad iniezione elettronica erogava 288 CV di potenza, mentre quella a carburatore sviluppava 255 CV.
Questa serie di Rebel venne offerta solamente in versione berlina quattro porte.

## La seconda serie: 1958-1959
Nel model year 1958 fu lanciata la seconda serie. Il modello però non aveva più installato il motore da 5,4 L della generazione precedente, dato che ora era dotato di un propulsore V8 da 4,1 L che erogava 215 CV di potenza e 353 N•m di coppia. Questo nuovo propulsore era dotato di un carburatore quadruplo corpo e di un doppio sistema di scarico. Però, tale serie di Rebel, nonostante fosse ancora dotata di un motore V8 relativamente potente, non apparteneva più alla categoria delle muscle car. Questo propulsore permetteva infatti al modello di accelerare da 0 a 97 km/h in 12 secondi. La Rebel del 1958 era anche dotata di fanali anteriori doppi e di pinne posteriori particolarmente pronunciate.
Nel 1959 il modello fu rivisto. Ora, infatti, era dotato di ornamenti applicati al cofano, di una nuova calandra, di nuovi indicatori di direzione e di paraurti rinnovati. Inoltre, il montante posteriore fu assottigliato. I tergicristalli furono invece resi più efficienti grazie all'aumento dell'angolo di azione, che permetteva infatti la pulitura di una superficie maggiore. Le pinne posteriori, invece, furono rimpicciolite. Tutte le Rambler furono poi equipaggiate da freni più grandi e da una trasmissione automatica migliorata. I differenti rapporti al ponte diminuivano invece il consumo di carburante. Una nuova opzione disponibile furono i poggiatesta regolabili. Nell'anno in oggetto, venne anche aumentata la potenza del motore. Ora il propulsore erogava infatti 215 CV e 353 N•m.

## La terza serie: 1960
L'American Motors rivide completamente la Rebel nel 1960. In occasione di questo restyling, il livello di appartenenza del modello fu abbassato e quindi il motore venne depotenziato (il rapporto di compressione era infatti inferiore, ed il carburatore era "solo" doppio corpo). Questa serie di Rebel era offerta in due versioni, "Economy 6" e "Rebel V8".
Questa terza serie era completamente nuova sebbene conservasse lo stile di base della generazione precedente. La parte anteriore era caratterizzata da una calandra che si estendeva a tutta la larghezza del veicolo, mentre i paraurti anteriori e posteriori erano realizzati in due pezzi per contenere i costi di manutenzione. Le versioni familiari potevano essere dotate di due file di sedili e di un portello posteriore convenzionale, oppure di tre file di sedili e di un portellone incernierato lateralmente. Tutte le familiari erano dotate di portapacchi. 

## La quarta serie: 1966
La Rambler riapparve sui mercati dopo un periodo in cui non venne più prodotta. Questa quarta serie del modello, che fu introdotta nel 1966, fu offerta solo in versione coupé due porte. La Rebel però, questa volta, non era un modello a sé stante, bensì una versione della Rambler Classic.
Questa nuova serie era dotata di sedili singoli, di un equipaggiamento speciale e di un nuovo tettuccio. Il prezzo standard di vendita della versione al top di gamma era di 2.523 dollari. Questa serie del modello era dotata di un motore a sei cilindri in linea da 3,8 L. Oltre a questa versione, erano disponibili degli allestimenti sportivi che includevano un cambio manuale a quattro marce montato sul pavimento, il contagiri ed un motore V8 da 5,4 L che produceva 270 CV.
Questa nuova generazione di Rebel riportò nuovamente il modello vicino al segmento delle muscle car, anche se fu criticato per le sospensioni antiquate.
La produzione totale di questa serie di Rebel fu di 7.512 esemplari. 

## La quinta serie: 1967-1968

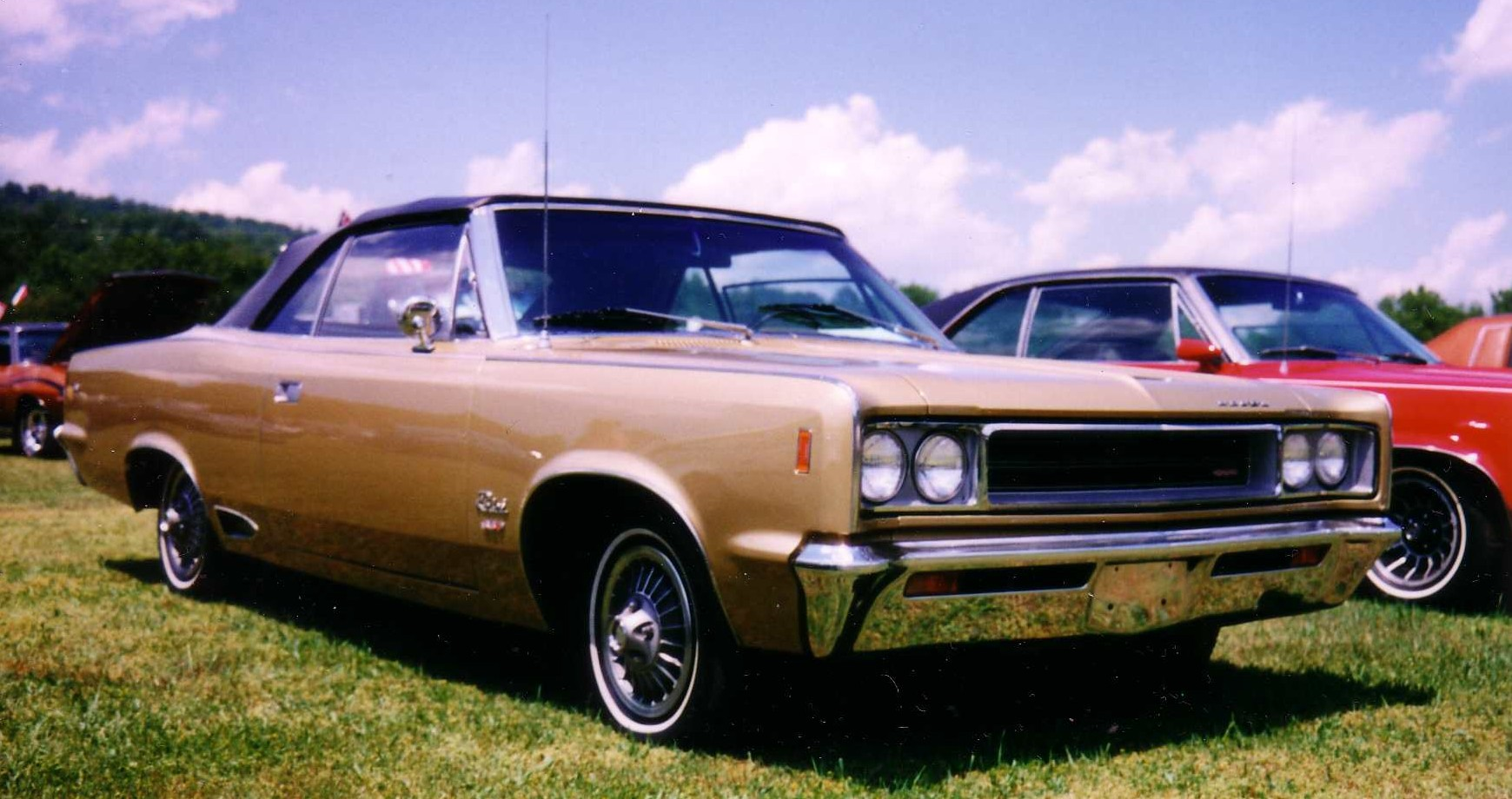
Una Rebel SST cabriolet del 1968

Nel 1967 tutte le AMC di media dimensione presero il nome di Rambler Rebel. Nonostante l'omonimia con i modelli delle serie precedenti, la nuova generazione della Rebel ora era una vettura completamente rinnovata. La nuova Rebel era dotata di una corpo vettura più grande che permetteva un maggiore spazio sia per i passeggeri che per il carico. Il nuovo stilema contemplava un tettuccio completamente rinnovato ed una vetratura più ampia. La Rebel era ora disponibile in versione berlina quattro porte, cabriolet due porte, coupé due porte e familiare quattro porte
L'economicità dei motori fu confermata. Infatti, l'offerta comprendeva nuovamente sia dei propulsori V8 che a sei cilindri in linea aventi una cilindrata relativamente contenuta. Vennero anche realizzati degli esemplari da competizione per le serie dragster che erano dotati di motori più grandi e potenti.
Nel 1968 il marchio Rambler venne soppresso e quindi il modello fu rinominato AMC Rebel.